# Aedes pionips
Aedes pionips é um espécie de mosquito do Género Aedes, pertencente à família Culicidae.